# Polydictya duffelsi
Polydictya duffelsi är en insektsart som beskrevs av Alexandre Constant 2009. Polydictya duffelsi ingår i släktet Polydictya och familjen lyktstritar. Inga underarter finns listade i Catalogue of Life.